# 3β-Hydroxysteroid-Dehydrogenase
3β-Hydroxysteroid-Dehydrogenasen (3β-HSD) sind Enzyme, die in Steroiden die 3β-Hydroxygruppe zum Keton oxidieren und gleichzeitig die Umlagerung der Doppelbindung von der 5- in die 4-Position katalysieren. Diese Reaktion wird in Wirbeltieren bei der Biosynthese von Progesteron aus Pregnenolon benötigt, genauso wie bei der Umwandlung von Dehydroepiandrosteron zu Androstendion oder von 17α-Hydroxypregnenolon zu 17α-Hydroxyprogesteron.
3β-HSD sind Transmembranproteine und lokalisieren zum endoplasmatischen Retikulum und zu den Mitochondrien. Beim Menschen sind drei paraloge Isoformen bekannt, die in unterschiedlichen Gewebetypen exprimiert werden: 3β-HSD I hauptsächlich in den Brustdrüsen, der Plazenta und der Haut; 3β-HSD II vor allem in Nebennieren, Hoden und Eierstöcken. Mutationen im HSD3B2-Gen sind verantwortlich für ein adrenogenitales Syndrom Typ 2 (CAH durch 3-beta-Hydroxysteroid-Dehydrogenase-Mangel). Das dritte menschliche Enzym dieser Proteinfamilie ist 3β-HSD Typ 7, ein Enzym der Gallensäurebildung aus Cholesterin.

## Katalysierte Reaktionen
+ NAD+ ⇔⇔  + NADH/H+
Pregnenolon wird zu Progesteron umgesetzt. Es findet nacheinander eine Dehydrierung zum Keton und eine Umlagerung der Doppelbindung statt. Eine weitere Reaktion ist die Umsetzung von DHEA zu Androstendion.

## Strukturverweis
Strukturmodell von HSD3B1: siehe vierter Weblink